# Olav Bjaaland
Olav Bjaaland   (Morgedal, 5 de març de 1873 - Sauherad, 8 de juny de 1961) fou un campió d'esquí i explorador noruec. El 14 de desembre de 1911 fou un dels primers cinc homes a trepitjar el pol Sud com a part de l'Expedició Amundsen.